# Vazken Andréassian

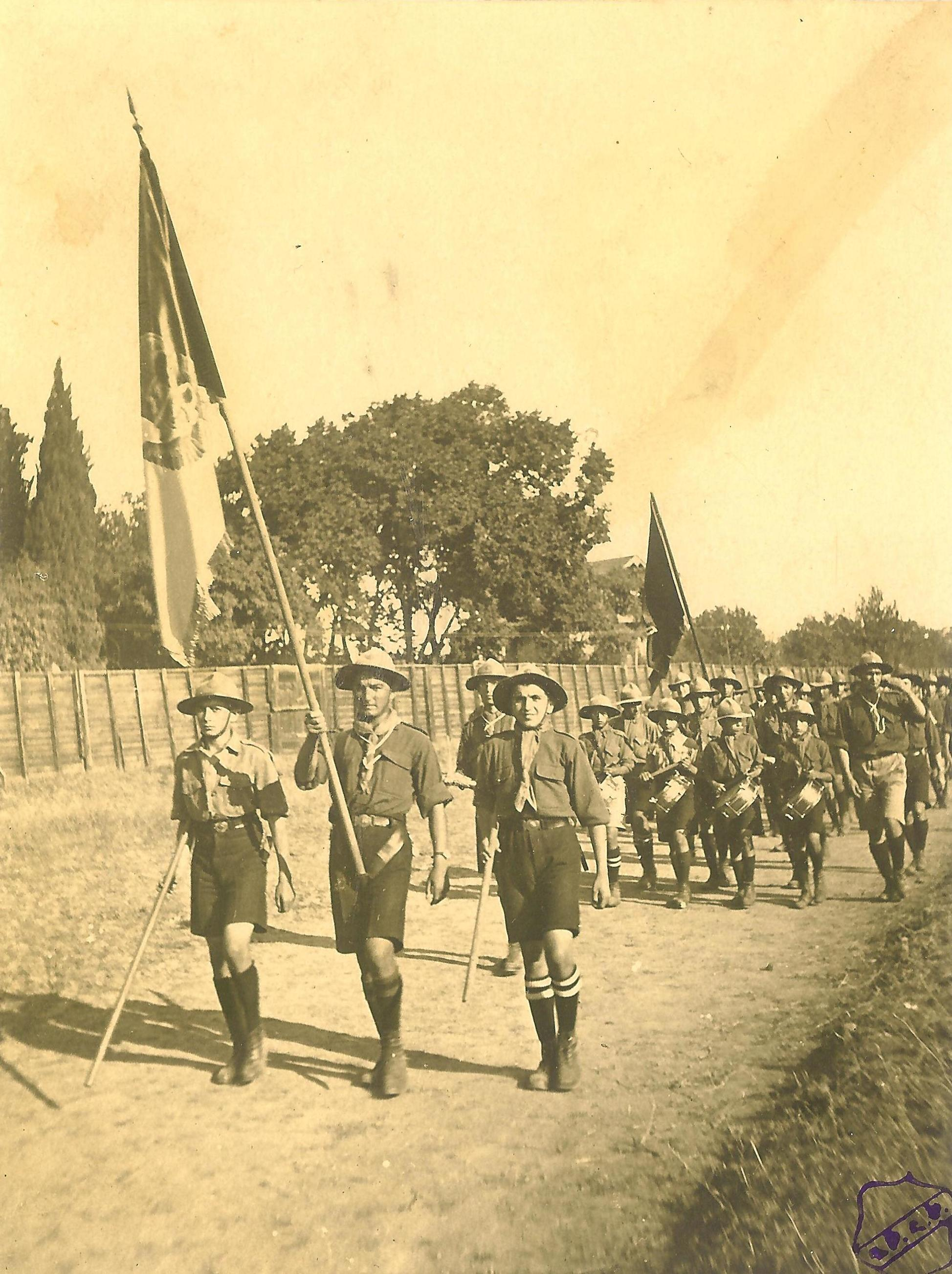
Vorbeimarsch der armenischen Pfadfinder des Homenetmen in Istanbul im Jahr 1918. Vazken Andréassian trägt die Fahne

Vazken Andréassian (armenisch Վազգէն Անդրէասեան; * 10. April 1903; † 30. November 1995) war ein französischer Ingenieur und Pfadfinder armenischer Abstammung.

## Leben

### Türkei
Andréassian und seine Eltern lebten im osmanischen Reich in einem Dorf namens Hazari (heute: Anıl) in der Nähe der Stadt Çemişgezek, bis das Dorf während des Völkermordes an den Armeniern 1915 zerstört wurde. Er schildert die Geschichte dieses Dorfes und seiner Einwohner in einem dreibändigen Werk Hazariabadoum. Im Jahr 1915 war er zwölf Jahre alt und besuchte die Oberschule in Çemişgezek.
Am 13. Juni 1915 deportierte die türkische Jandarma die Bewohner des Dorfes und seiner Umgebung; viele der Vertriebenen fanden auf dem Weg bis zur syrischen Wüste den Tod. Nachdem die Bewohner ihr Dorf verlassen hatten, wurden die leeren Häuser der Armenier geplündert. Die Dorfbewohner flüchteten in das naheliegenden Dorf Akrag (heute: Gözlüçayır), wo Kurden und Armenier zusammen wohnten. Nach dem Winter 1915–1916 verließ Andréassian seine kurdischen Beschützer und seine Eltern und wanderte bis zur russisch besetzten Zone bei Erzincan (Waffenruhe zwischen Türkei und Russland ab Juli 1916). Dort fand er Unterkunft in einem Flüchtlingslager. Er freundete sich hier mit dem Schriftsteller Vahan Totovents an und zog bald darauf weiter nach Tiflis.
Für kurze Zeit wurde Andréassian in Etschmiadsin eingeschult, bis die Schule während der russischen Revolution geschlossen wurde. Er erreichte schließlich Wladikawkas. Nach dem Krieg gelang es ihm Istanbul zu erreichen, wo er hoffte, seine Angehörigen wiederzufinden.

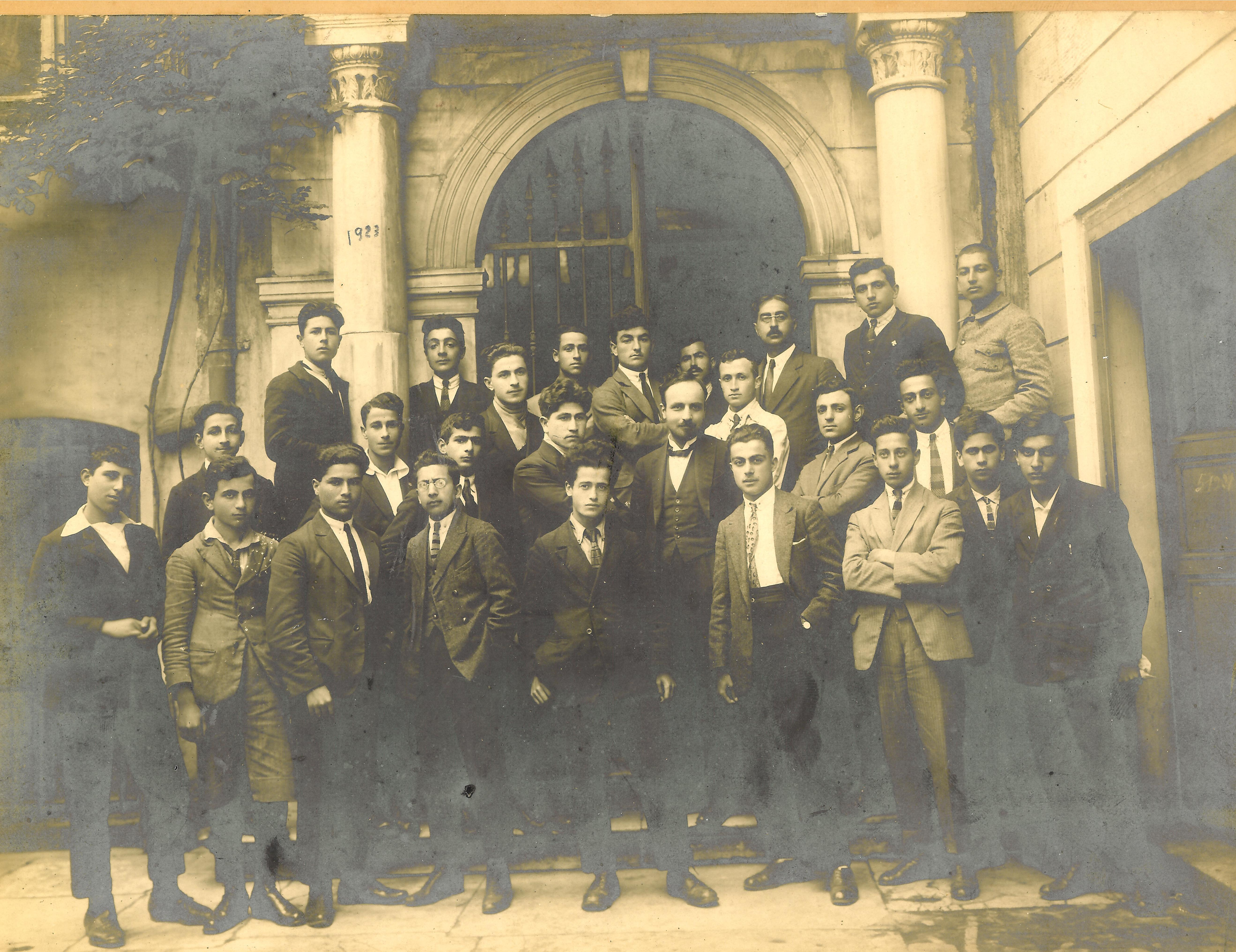
Die Abschlussklasse 1923 der Zentralschule mit ihrem Direktor K. Kavafyan

In Istanbul wurde er dank der Hilfe des Direktors Kegham Kavafian in der armenischen Zentralschule eingeschult. Er erhielt dort 1923 sein Diplom.

### Frankreich
Unter dem Druck der türkischen Nationalisten verließen die Truppen der Alliierten 1923 Istanbul, wo sie seit Ende des Ersten Weltkriegs als Besatzungsmacht stationiert waren. Viele Christen folgten ihrem Beispiel. Andréassian brach in Richtung Frankreich auf und landete in Marseille.
Dank der Hilfe und Unterstützung des Kommandanten der französischen Marine, Zadig Khanzadian, fand Andréassian Aufnahme in der Ecole Nationale des Arts et Métiers in Aix en Provence. Er verließ die Schule als Diplomingenieur im Jahr 1927.
Andréassian arbeitete von da an im Arsenal de l’Aéronautique, das bald darauf umbenannt wurde und seitdem Nord Aviation heißt. Er arbeitete vor allem am Bau des Prototyps Arsenal VG-704 und wurde anschließend für die Prototypen Nord Gerfaut und Nord 1500 Griffon eingesetzt. Die Griffon wurde im Februar 1959 in der Aeronautik berühmt, als sie zum ersten Mal mit dem Piloten André Turcat die Geschwindigkeit von 1643 km/h erreichte.
Andréassian war ab 1913 Pfadfinder: Anfangs in der Pfadfindergruppe von Çemişgezek, danach, ab 1918, als Mitglied des Homenetmen.
Im Juli 1924 gründete er in Marseille die erste Homenetmengruppe in Frankreich. Nach dem Zweiten Weltkrieg war er Kommissar der armenischen Pfadfinderbewegung für ganz Frankreich.

### Verwandtschaft
Andréassian war ein Schwager von Vahan Cheraz und der Vetter der in den Vereinigten Staaten lebenden Schriftsteller Jack Ardavazt Antreassian und Antranig Antreassian. Er ist der Großvater des gleichnamigen französischen Hydrologen.

## Schriften
- Հայ սկաուտին առաջնորդը - Führer des armenischen Pfadfinders. Druckerei Der Hagopian, Paris 1947, 312 Seiten, elektronische Buchversion hier
- Վահան Չերազ և իր երգն Հայաստանի - Vahan Cheraz und sein Lied an Armenien. Druckerei Sevan, Beyruth, 1977, 544 Seiten.
- Անդրանիկ – Պետրոս Մարզպանեան - Antranig, gefolgt von Bedros Marzbanian. Druckerei Doniguian, Beyruth, 1982, 326 Seiten.
- Հազարիապատում - Hazariabadoum – Band I. Druckerei Doniguian, Beyrouth, 1985, 316 Seiten. elektronische Buchversion hier
- Հազարիապատում – հատոր Բ. Hazariabadoum, Band II. C Doniguian, Beyrouth, 1984, 299 Seiten. elektronische Buchversion hier
- Հազարիապատում – հատոր Գ. Hazariabadoum, Band III. Druckerei Doniguian, Beyrouth, 1994, 650 Seiten.
- Hazari: Leben und Überleben eines armenischen Dorfes nach Juni 1915, 1995. elektronische Buchversion auf Deutsch hier